# Premio Nadal
Il Premio Nadal de novela è un premio letterario commerciale (concesso dagli editori) che si assegna dal 1944 alla migliore opera inedita eletta da Ediciones Destino, appartenente al Grupo Planeta dall'inizio degli anni novanta.

## Vincitori del Premio Nadal
- 1944 Carmen Laforet per Nada
- 1945 José Félix Tapia per La Luna ha entrado en casa
- 1946 José Maria Gironella per Un hombre
- 1947 Miguel Delibes per La sombra del ciprés es alargada
- 1948 Sebastià Juan Arbó per Sobre las piedras grises
- 1949 José Suárez Carreño per Las últimas horas
- 1950 Elena Quiroga per Viento del Norte
- 1951 Luis Romero Pérez per La noria
- 1952 Dolores Medio per Nosotros, los Rivero
- 1953 Lluïsa Forrellad per Siempre en capilla
- 1954 Francisco José Alcántara per La muerte le sienta bien a Villalobos
- 1955 Rafael Sánchez Ferlosio per El Jarama
- 1956 José Luis Martín Descalzo per La frontera de Dios
- 1957 Carmen Martín Gaite per Entre visillos
- 1958 José Vidal Cadellans per No era de los nuestros
- 1959 Ana María Matute per Primera memoria
- 1960 Ramiro Pinilla per Ciegas hormigas
- 1961 Juan Antonio Payno per El curso
- 1962 José María Mendiola per Muerte per fusilamiento
- 1963 Manuel Mejía Vallejo per El día señalado
- 1964 Alfonso Martínez Garrido per El miedo y la esperanza
- 1965 Eduardo Caballero Calderón per El buen salvaje
- 1966 Vicente Soto per La zancada
- 1967 José María Sanjuán per Réquiem per todos nosotros
- 1968 Álvaro Cunqueiro per Un hombre que se parecía a Orestes
- 1969 Francisco García Pavón per Las hermanas coloradas
- 1970 Jesús Fernández Santos per Libro de las memorias de las cosas
- 1971 José María Requena per El cuajarón
- 1972 José María Carrascal per Groovy
- 1973 José Antonio García Blázquez per El rito
- 1974 Luis Gasulla per Culminación de Montoya
- 1975 Francisco Umbral per Las ninfas
- 1976 Raúl Guerra Garrido per Lectura insólita de "El Capital"
- 1977 José Asenjo Sedano per Conversación sobre la guerra
- 1978 Germán Sánchez Espeso per Narciso
- 1979 Carlos Rojas per El ingenioso hidalgo y poeta Federico García Lorca asciende a los infiernos
- 1980 Juan Ramón Zaragoza per Concerto grosso
- 1981 Carmen Gómez Ojea per Cantiga de agüero
- 1982 Fernando Arrabal per La torre herida per el rayo
- 1983 Salvador García Aguilar per Regocijo en el hombre
- 1984 José Luis de Tomás per La otra orilla de la droga
- 1985 Pau Faner per Flor de sal
- 1986 Manuel Vicent per Balada de Caín
- 1987 Juan José Saer per La ocasión
- 1988 Juan Pedro Aparicio per Retratos de ambigú
- 1989 Non assegnato
- 1990 Juan José Millás per La soledad era esto
- 1991 Alfredo Conde per Los otros días
- 1992 Alejandro Gándara per Ciegas esperanzas
- 1993 Rafael Argullol per La razón del mal
- 1994 Rosa Regàs per Azul
- 1995 Ignacio Carrión per Cruzar el Danubio
- 1996 Pedro Maestre per Matando dinosaurios con tirachinas
- 1997 Carlos Cañeque per Quién
- 1998 Lucía Etxebarría per Beatriz y los cuerpos celestes
- 1999 Gustavo Martín Garzo per Las historias de Marta y Fernando
- 2000 Lorenzo Silva per El alquimista impaciente
- 2001 Fernando Marías per El niño de los coroneles
- 2002 Ángela Vallvey per Los estados carenciales
- 2003 Andrés Trapiello per Los amigos del crimen perfecto
- 2004 Antonio Soler per El camino de los ingleses
- 2005 Pedro Zarraluki per Un encargo difícil
- 2006 Eduardo Lago per Llámame Brooklyn
- 2007 Felipe Benítez Reyes per Mercado de espejismos
- 2008 Francisco Casavella per Lo que sé de los vampiros
- 2009 Maruja Torres per Esperadme en el cielo
- 2010 Clara Sánchez per Lo que esconde tu nombre
- 2011 Alicia Giménez Bartlett per Donde nadie te encuentre[1].
- 2012 Álvaro Pombo per El temblor del héroe[2]
- 2013 Sergio Vila-Sanjuán, per Estaba en el aire[3]
- 2014 Carmen Amoraga per La vida era eso
- 2015 José C. Vales per Cabaret Biarritz
- 2016 Víctor del Árbol per La víspera de casi todo[4]
- 2017 Care Santos per Media vida
- 2018 Alejandro Palomas per Un amor
- 2019 Guillermo Martínez per Los crímenes de Alicia
- 2020 Ana Merino per El mapa de los afectos
- 2021 Najat El Hachmi per El lunes nos querrán[5]
- 2022 Inés Martín Rodrigo per Las formas del querer[6]
- 2023 Manuel Vilas per Nosotros[7]
- 2024 César Pérez Gellida per Bajo tierra seca[8]
- 2025 Jorge Fernández Díaz per El secreto de Marcial[9]